# Bart Goor
Bart Goor (Neerpelt, 9 de abril de 1973) é um ex-futebolista belga que destacou-se com a camisa do Anderlecht por dois períodos. Também teve longa passagem com a Seleção Belga de Futebol, pela qual disputou 78 jogos entre 1999 e 2008.

## Carreira
Depois de atuar nas categorias de base de F.C. Buul e Geel, Goor profissionalizou-se por este último em 1991. Em 5 anos, realizou 142 partidas e marcou 27 gols, desempenho suficiente para que o atacante fosse contratado pelo Genk, onde permaneceu por uma temporada, marcando 18 gols em 33 jogos.
Em 1998, assinou com o tradicional Anderlecht, onde viveria seu auge, tendo conquistado 4 Campeonatos Belgas (1999-00, 2000-01, 2005-06 e 2006-07), uma Copa da Bélgica (2007-08) - estes na segunda passagem pelos Mauves -, uma Copa da Liga (1999-00) e quatro Supercopas (2000, 2006 e 2007). Jogaria também por Hertha Berlim, Feyenoord, Germinal Beerschot e Westerlo.
Aos 40 anos, Goor assinou com o Dessel Sport, da Segunda Divisão belga, onde fez 28 partidas e marcou nove gols. Encerrou sua carreira ao final da temporada.

## Seleção Belga
Preterido por Georges Leekens para a Copa de 1998, Goor teve suas primeiras chances na Seleção Belga no ano seguinte. Foi convocado por Robert Waseige para a Eurocopa de 2000 e para a Copa de 2002, onde jogou as quatro partidas da equipe, que sucumbiu nas oitavas-de-final, contra o Brasil.
Mesmo com as não-classificações da Bélgica para as Eurocopas de 2004 e 2008, além da Copa de 2006, Goor continuava sendo presença constante nas convocações do selecionado até 2008, quando o atacante vestiu a camisa dos Diables Rouges pela última vez. Em nove anos, foram 78 partidas e 13 gols marcados.